# Ophiacantha mesembria
Ophiacantha mesembria är en ormstjärneart som beskrevs av Hubert Lyman Clark 1915. Ophiacantha mesembria ingår i släktet Ophiacantha och familjen knotterormstjärnor. Inga underarter finns listade i Catalogue of Life.